# Траво
Тра̀во (на италиански: Travo, на местен диалект Tràv, Трав) е село и община в северна Италия, провинция Пиаченца, регион Емилия-Романя. Разположено е на 171 m надморска височина. Населението на общината е 2034 души (към 2010 г.).